# Stopplaats Leiden Witte Poort
Stopplaats Leiden Witte Poort (telegrafische code: ldw), tot 1 mei 1908 Stopplaats Leiden SS, is een voormalige stopplaats aan de Nederlandse spoorlijn Woerden - Leiden, destijds aangelegd door de Spoorweg-Maatschappij Leiden-Woerden en geëxploiteerd door de Nederlandsche Rhijnspoorweg-Maatschappij (NRS).
De stopplaats lag ten westen van Leiden nabij de draaibrug over het Galgewater. Aan de spoorlijn werd de stopplaats voorafgegaan door stopplaats Zoeterwoude en gevolgd door station Leiden. Stopplaats Leiden Witte Poort werd geopend op 1 mei 1903 onder de naam Leiden SS, hernoemd naar Leiden Witte Poort op 1 mei 1908 en gesloten op 1 november 1919. Bij de stopplaats was een abri en wc-gebouw aanwezig. Daarnaast was naast het station een spoorweghaven, die aangesloten was aan het Galgewater.
0,0: Woerden ·
3,7: Waarder ·
9,2: Bodegraven ·
12,4: Zwammerdam ·
17,4: Alphen a/d Rijn ·
22,4: Hazerswoude-Koudekerk ·
26,8: Zoeterwoude ·
30,0: Leiden Lammenschans ·
31,5: Leiden Witte Poort ·
32,5: Leiden Centraal
Alphen a/d Rijn ·
Arkel · 
Barendrecht · 
Bodegraven · 
Boskoop · 
-Snijdelwijk · 
Boven Hardinxveld · 
Capelle Schollevaar · 
De Vink · 
Delft · 
-Campus · 
Den Haag:
-Centraal · 
-HS ·
-Laan van NOI · 
-Mariahoeve · 
-Moerwijk · 
-Ypenburg · 
Dordrecht · 
-Stadspolders ·
-Zuid ·
Gorinchem · 
Gouda · 
-Goverwelle · 
Hardinxveld:
-Blauwe Zoom · 
-Giessendam · 
Hillegom · 
Lansingerland-Zoetermeer · 
Leiden:
-Centraal · 
-Lammenschans · 
Nieuwerkerk a/d IJssel · 
Rijswijk · 
Rotterdam:
-Alexander · 
-Blaak · 
-Centraal · 
-Lombardijen · 
-Noord · 
-Stadion · 
-Zuid · 
Sassenheim · 
Schiedam Centrum · 
Sliedrecht · 
-Baanhoek · 
Voorburg · 
Voorhout · 
Voorschoten ·
Waddinxveen · 
-Noord ·
-Triangel ·
Zoetermeer · 
-Oost · 
Zwijndrecht
Geplande stations:
Gorinchem Noord · Hazerswoude-Koudekerk · Schiedam Kethel
Voormalige stations: zie de lijst van voormalige spoorwegstations in Zuid-Holland